# Прокопенко, Василий Фёдорович
Василий Фёдорович Прокопенко (16.09.1925, Украина — 09.06.1979, Ивано-Франковская область) — советский военнослужащий, командир отделения противотанковых ружей, полный кавалер Ордена Славы.

## Биография
Родился 16 сентября 1925 года в деревне Минчикур Веселовского района Запорожской области Украины в крестьянской семье. Украинец. Жил в городе Макеевка Донецкой области Украины, образование — среднее.
В Красной Армии с апреля 1944 года. В действующей армии с июня 1944 года.
Командир отделения ПТР 1054-го стрелкового полка 301-й стрелковой Сталинской ордена Суворова 2-й степени дивизии 9-го Краснознамённого стрелкового корпуса,сержант Василий Прокопенко 14 января 1945 года в районе польского населённого пункта Червонка, расположенного в двенадцать километрах западнее города Магнушева, подавил пять пулемётов, вывел из строя противотанковое орудие.
Приказом по 301-й стрелковой дивизии от 30 марта 1945 года за мужество и отвагу, проявленные в боях, сержант Прокопенко Василий Фёдорович награждён орденом Славы 3-й степени.
Командир отделения ПТР 1054-го стрелкового полка старший сержант Василий Прокопенко 16 апреля 1945 года в бою за железнодорожную станцию «Вербиг», населённый пункт Нойлангзов, расположенный в четырёх километрах севернее-восточнее германского город Зелов, уничтожил из захваченного немецкого пулемёта свыше десяти вражеских солдат и офицеров, подавил несколько пулемётов, подорвал противотанковой гранатой бронетранспортёр.
Приказом по 5-й ударной армии от 26 мая 1945 года за мужество и отвагу, проявленные в боях, сержант Прокопенко Василий Фёдорович награждён орденом Славы 2-й степени.
24—28 апреля 1945 в боях в районе столицы столицы города Берлина старший сержант Василий Прокопенко вместе с бойцами расчета поразил до отделения живой силы, подбил и сжёг штурмовое орудие, подавил четыре огневые точки врага.
Приказом по 5-й ударной армии от 12 июня 1945 года за мужество и отвагу, проявленные в боях, сержант Прокопенко Василий Фёдорович повторно награждён орденом Славы 2-й степени.
В 1950 году В. Ф. Прокопенко демобилизован. Жил в городе Коломыя Ивано-Франковской области Украины. Работал на заводе бригадиром слесарей-инструментальщиков.
Указом Президиума Верховного Совета СССР от 18 мая 1971 года за образцовое выполнение заданий командования в боях с немецко-вражескими захватчиками сержант в отставке Прокопенко Василий Фёдорович награждён орденом Славы 1-й степени, став полным кавалером ордена Славы.
Член КПСС с 1969 года. Скончался 9 июня 1979 года.
Награждён орденами Отечественной войны 2-й степени, Славы 1-й, 2-й, 3-й степени, медалями.